# Clitocybe
Clitocybe is een geslacht van schimmels behorend tot de familie Tricholomataceae. De typesoort is de nevelzwam. Ze leven saprotisch, door bodemresten te ontbinden.

## Kenmerken
Clitocybe bevat soorten met kleine tot zeer grote vruchtlichamen. Het kleurenspectrum varieert van overwegend wit via grijs tot vleesroodachtige en vleesbruine tinten. De hoeden hebben een trechtervorm. De rand is aanvankelijk gekruld. Het oppervlak kan droog en glad zijn, fijn vervilt, fijn geschubd of gematteerd. Hygrofane hoeden vertonen een doorschijnende golving. Aan de onderzijde zijn er overwegend zwakke tot duidelijk aflopende lamellen. De lamellen zijn dun, ongevorkt en smal. Het kleurenpalet varieert van wit tot crème tot grijsbruin. De sporenprint is wit, crème tot roze van kleur. De meestal centrale en cilindrische steel heeft een stevige tot elastische consistentie. Het is nauwelijks broos, vlezig zacht, maar niet kraakbeenachtig. De altijd droge stamschors is kaal, vezelig of mat. Het onderste uiteinde van de steel is vaak viltig ruig, bevat substraatdeeltjes en kan eindigen in wortelachtige rhizomorfen. Het vlees, dat zelden verkleurt, is zacht maar niet leerachtig of taai.

## Giftigheid
Sommige soorten van het geslacht Clitocybe zijn eetbaar, maar vele zijn (soms zeer) giftig. Ze bevatten onder andere het neurotoxine muscarine.

## Taxonomie
Clitocybe werd oorspronkelijk voorgesteld door Elias Magnus Fries in 1821 als een stam in het geslacht Agaricus. Friedrich Staude verhief het tot generieke status in 1857.
Moleculaire studie heeft aangetoond dat het geslacht polyfyletisch is: veel leden zijn schijnbaar verre verwant aan andere schimmels, zoals de paarse schijnridderzwam, nu bekend als Clitocybe nuda.
Aangezien C. nebularis de typesoort is, zullen degenen die er het verst mee verwant zijn in de toekomst waarschijnlijk opnieuw worden geclassificeerd. In een artikel uit 2003 stelde de Finse mycoloog Harri Harmaja voor C. geotropa en twaalf andere Clitocybe-soorten af te splitsen in een nieuw geslacht Infundibulicybe op basis van sporeneigenschappen. Zijn C. clavipes werd later overgebracht naar het geslacht Ampulloclitocybe door Redhead en collega's, die geslachtsnaam voorrang had op Harmaja's voorgestelde Clavicybe. Andere voormalige Clitocybe-soorten zijn ondergebracht in de geslachten Atractosporocybe, Leucocybe en Rhizocybe.

## Foto's

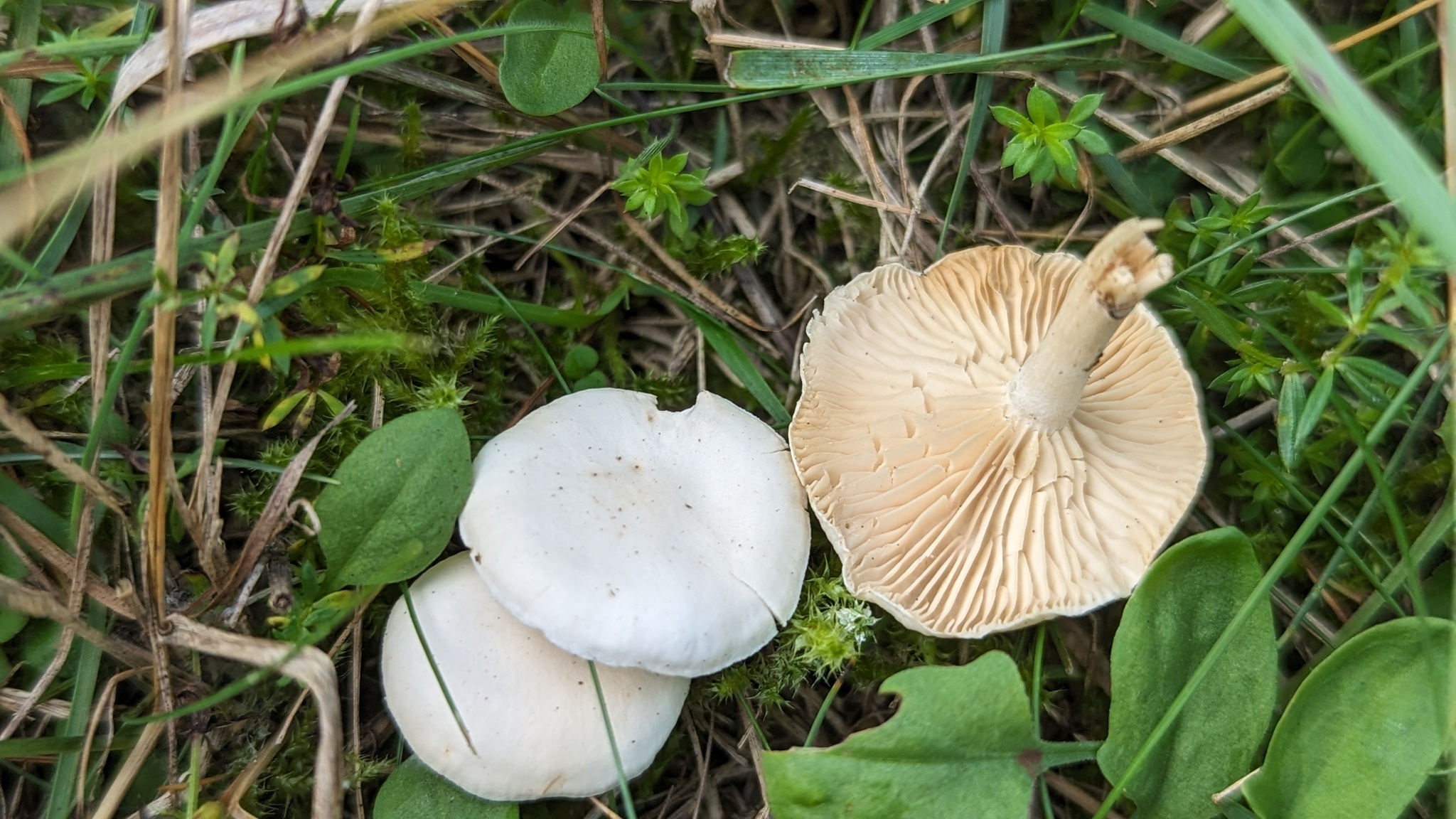
Clitocybe agrestis
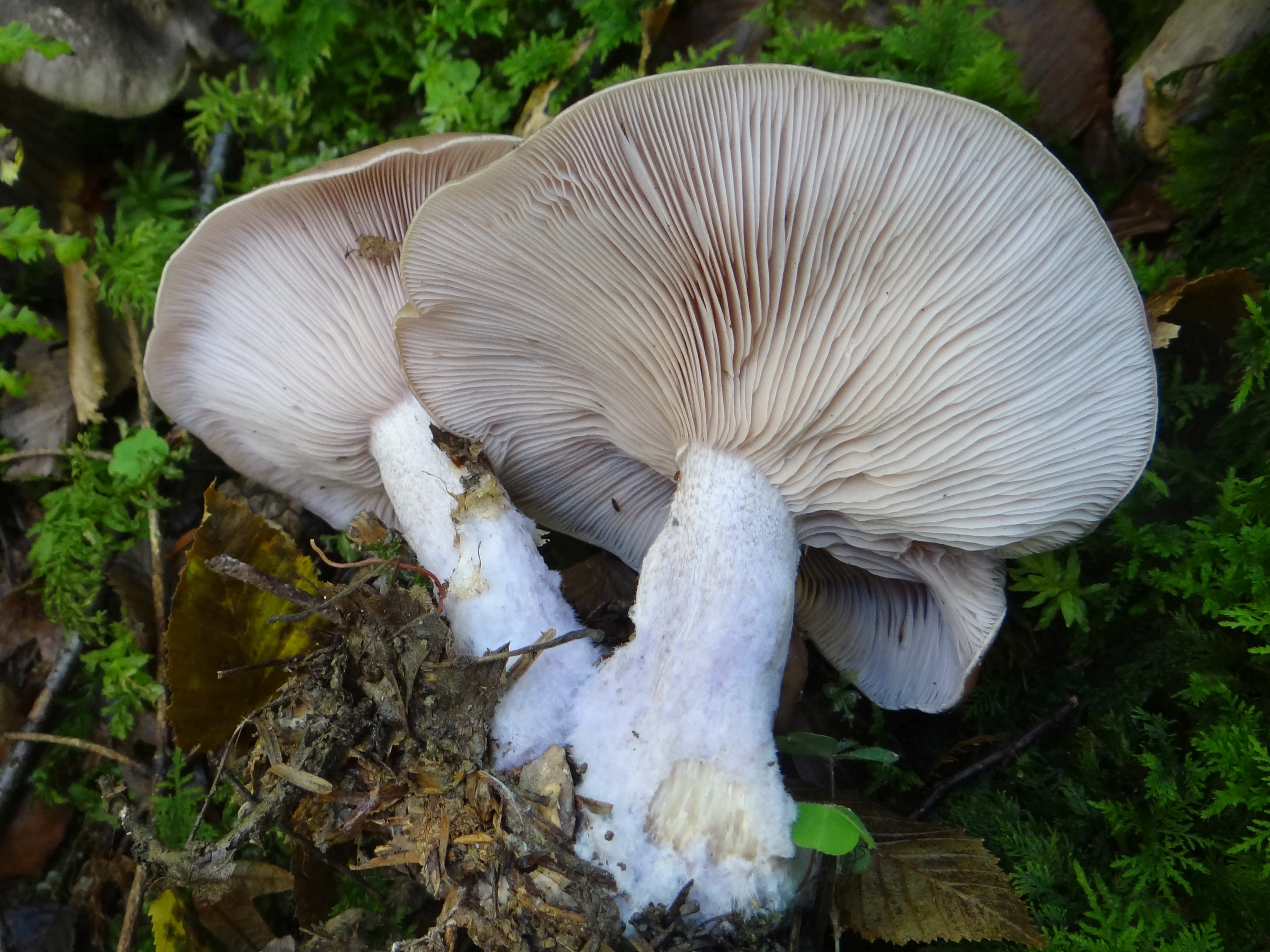
Clitocybe alexandri
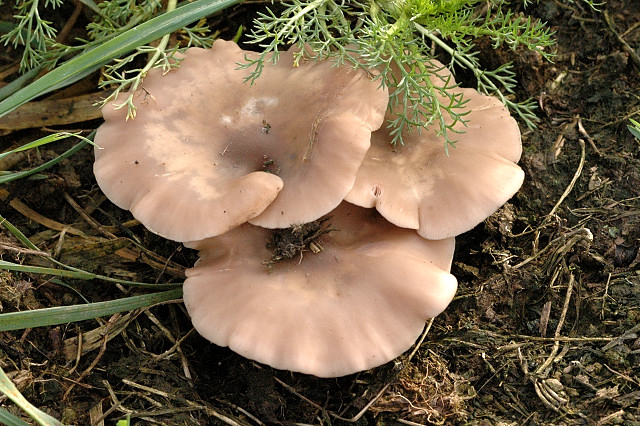
Clitocybe amarescens
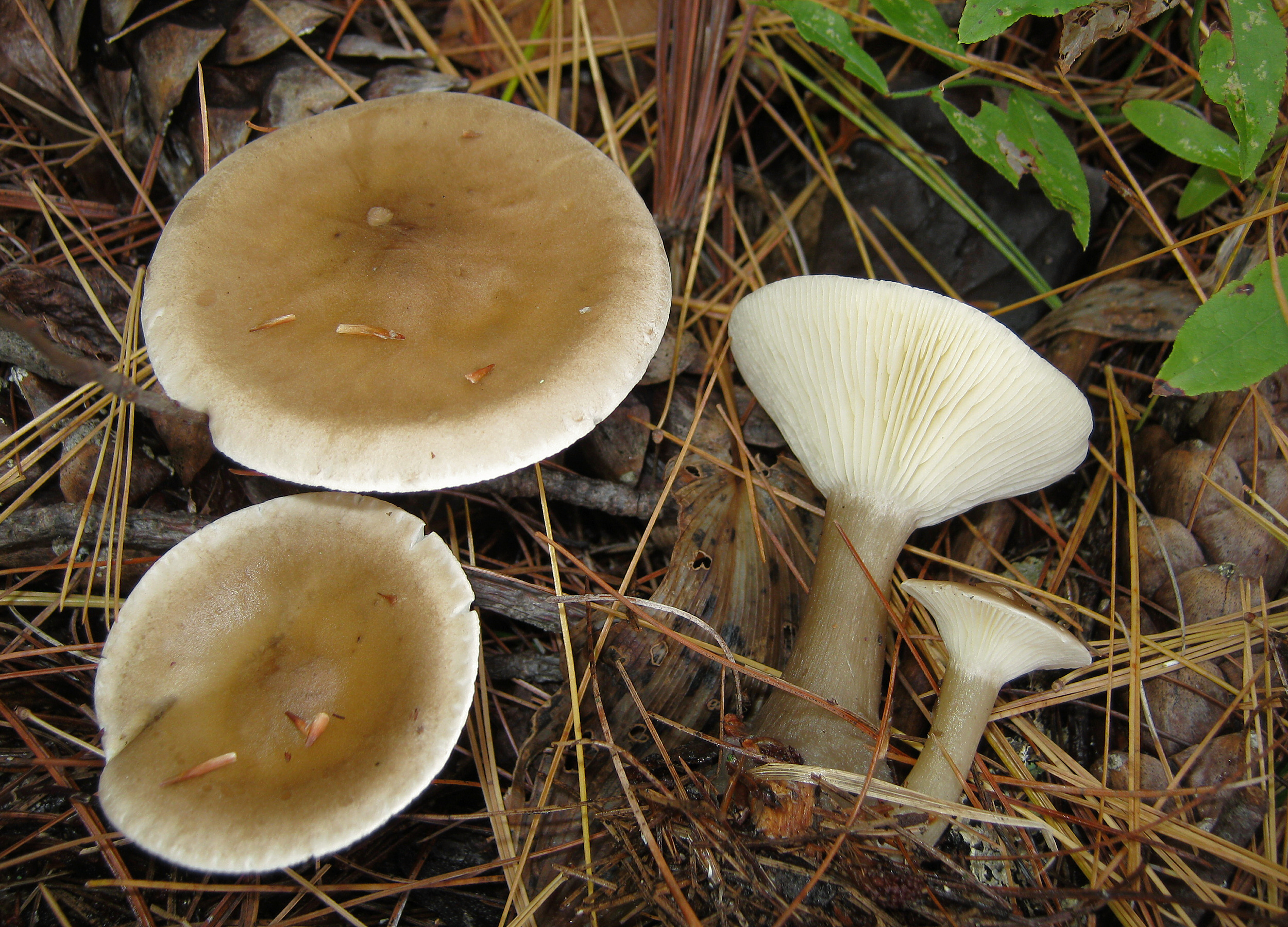
clitocybe clavipes
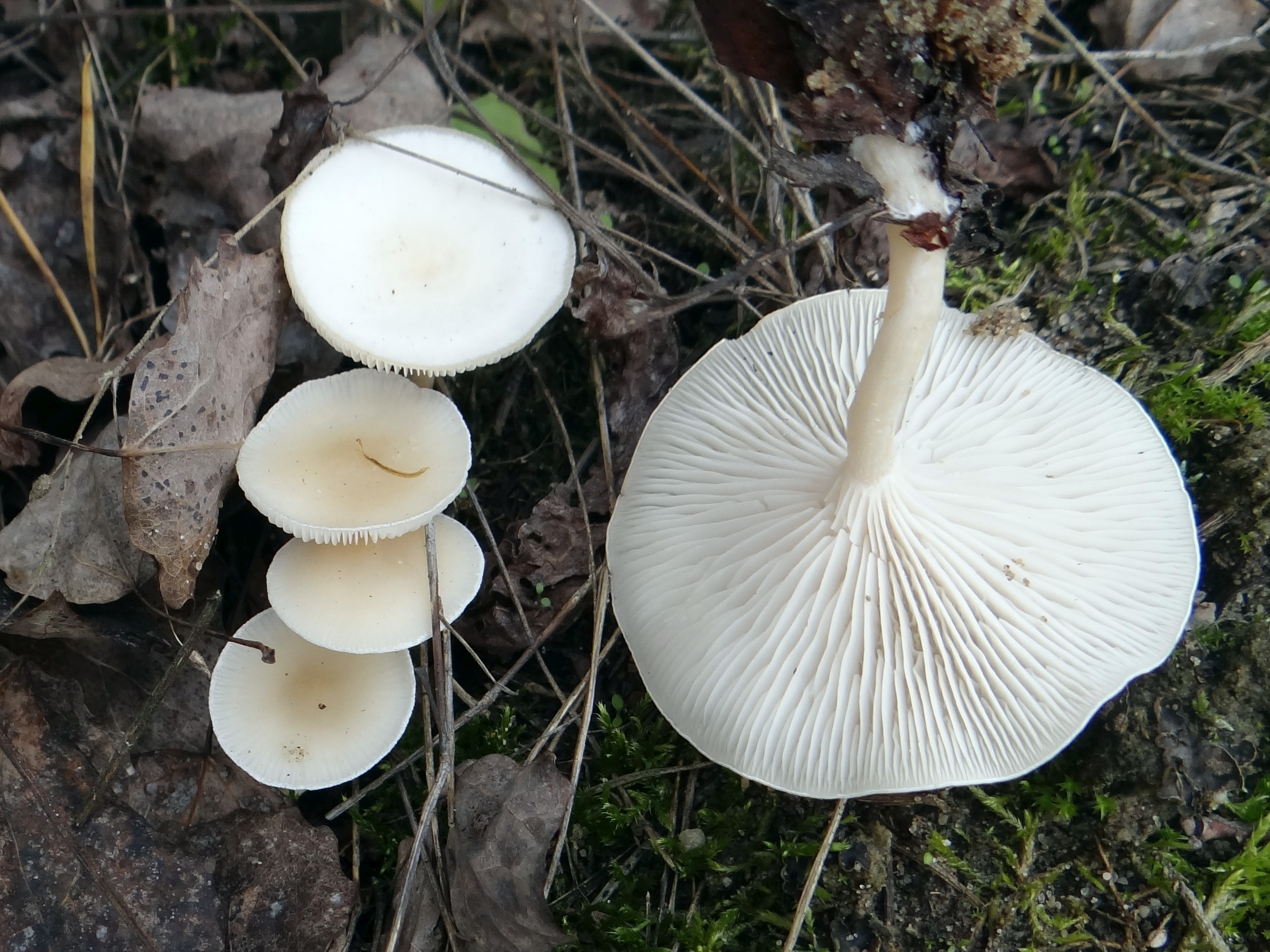
Clitocybe candicans
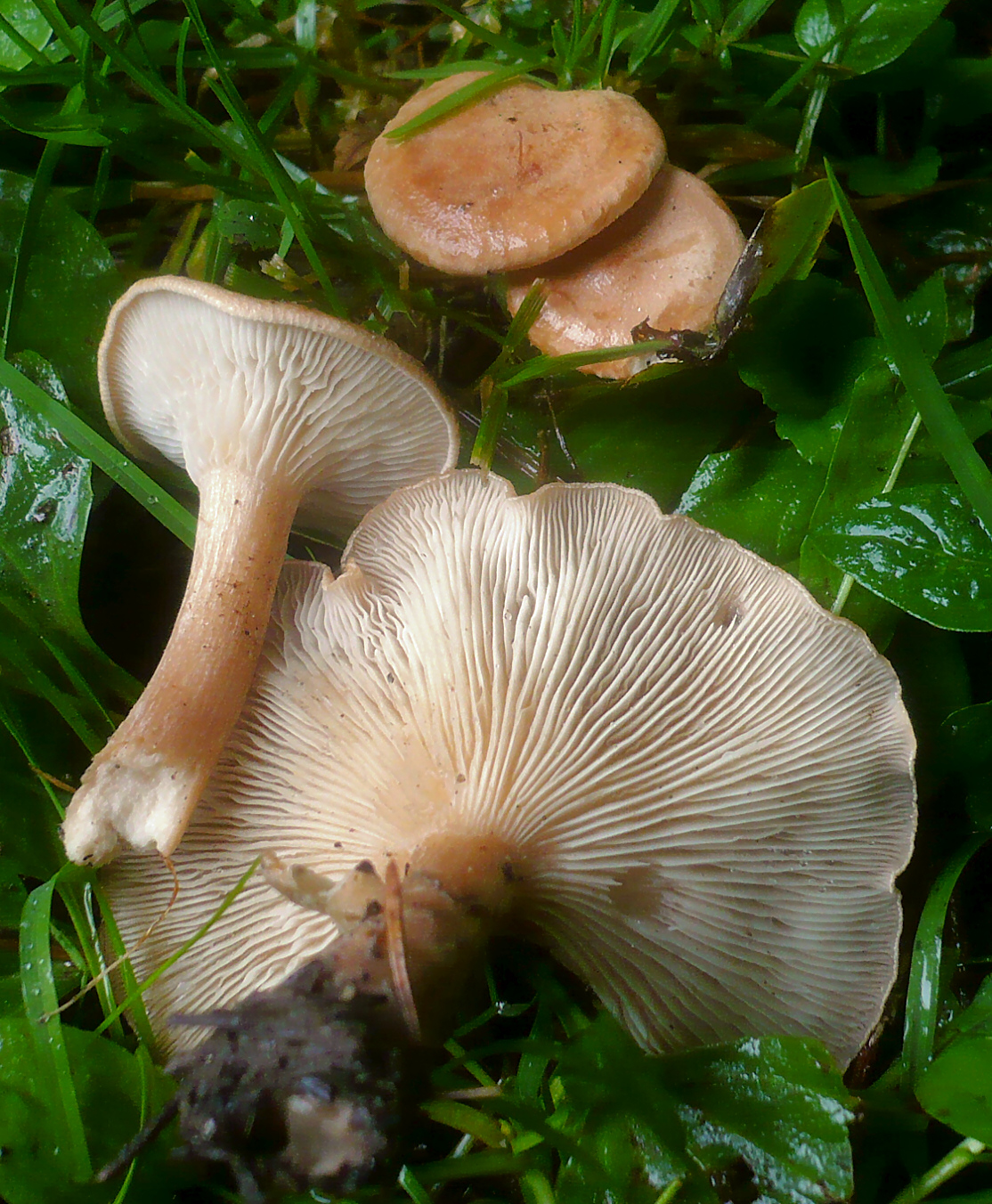
Clitocybe costata
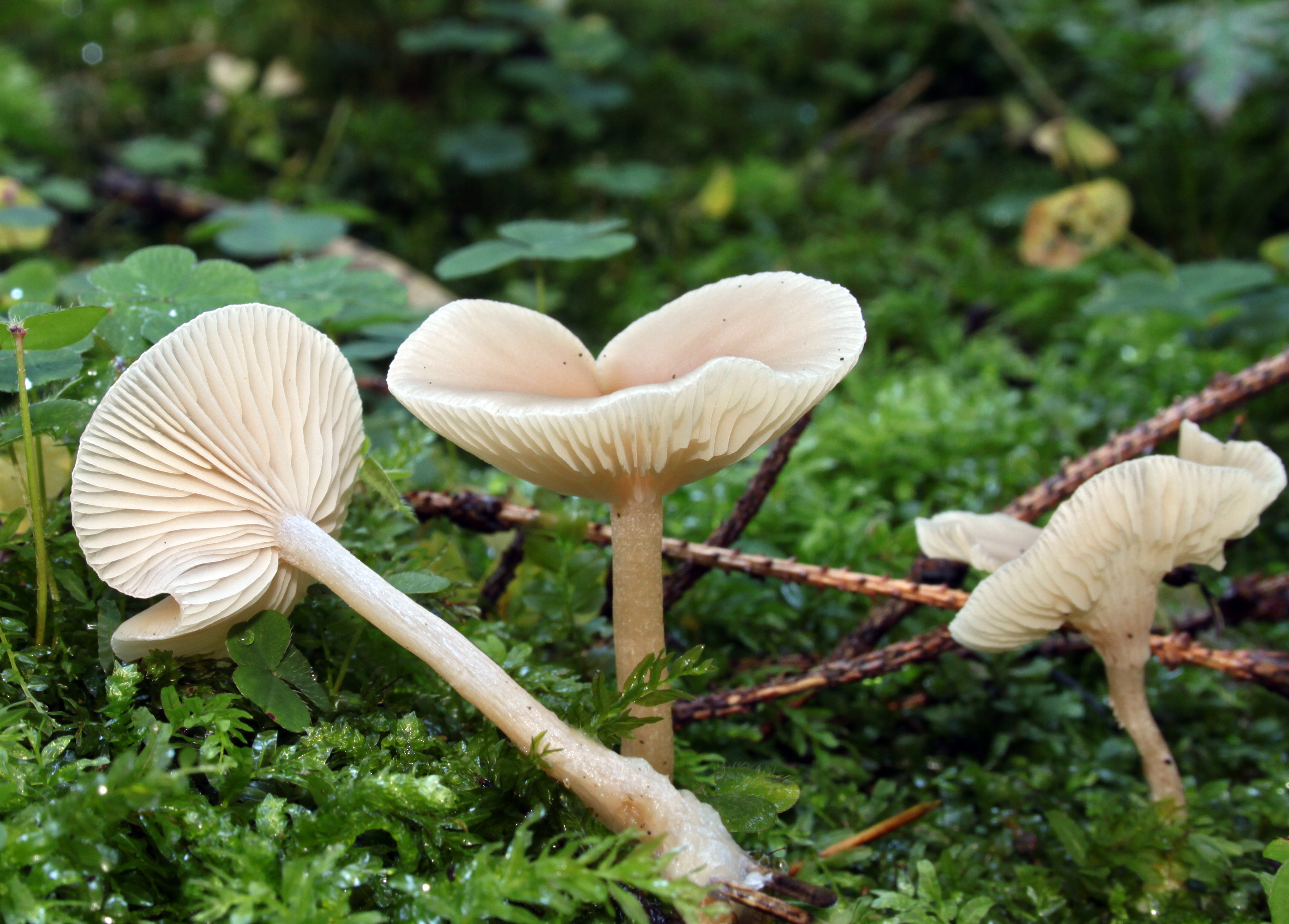
Clitocybe fragrans
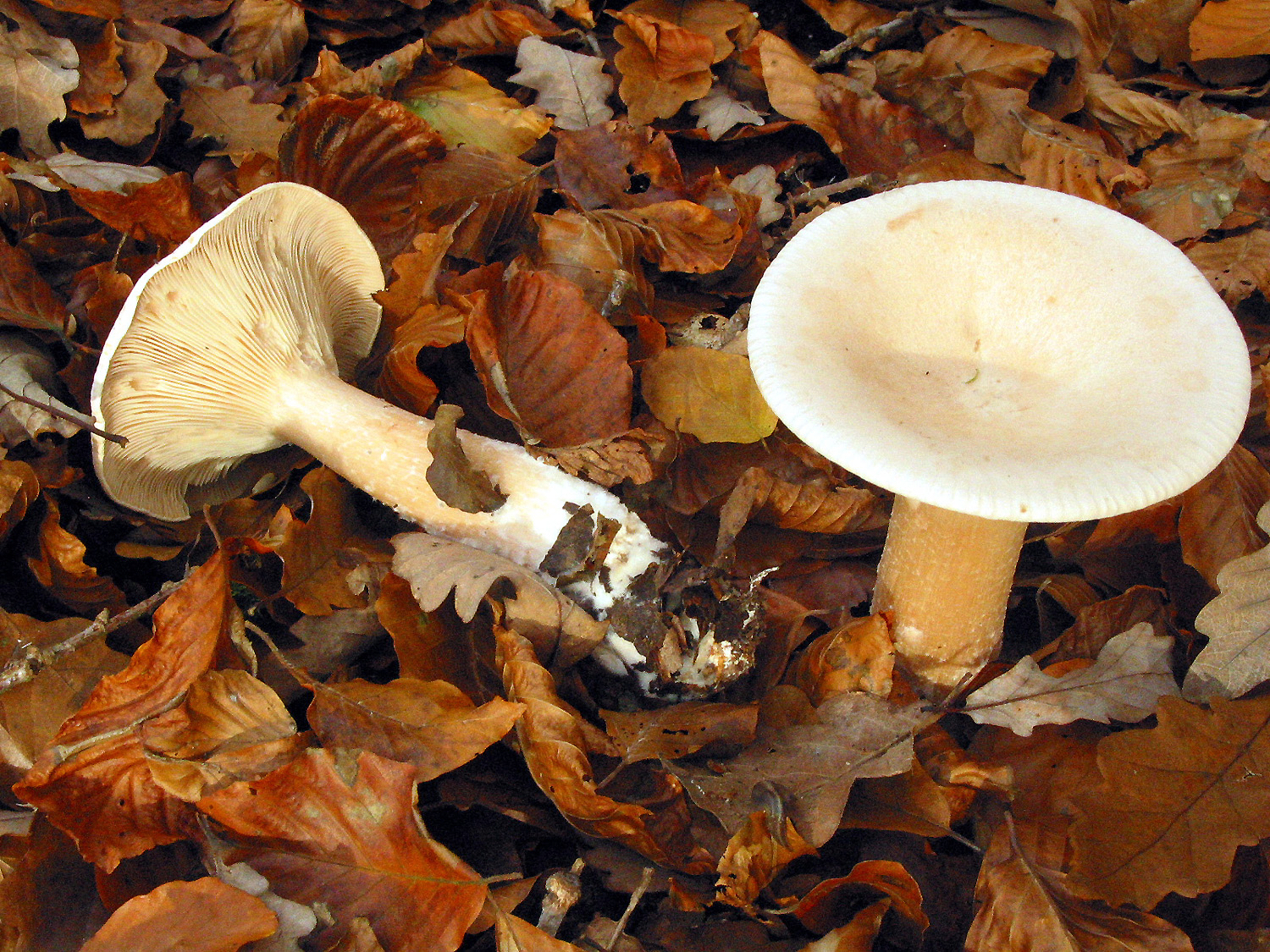
Clitocybe geotropa
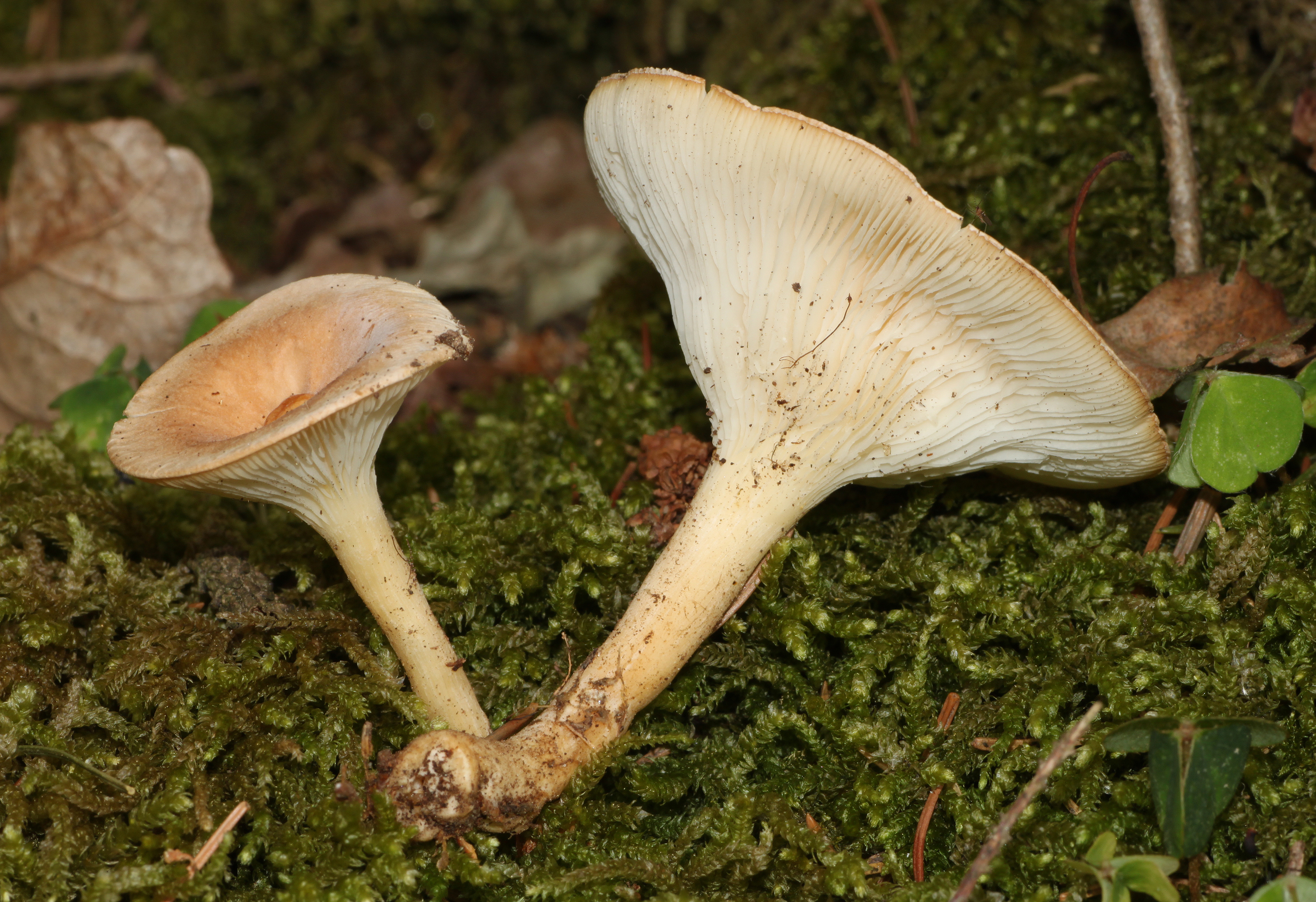
Clitocybe-gibba
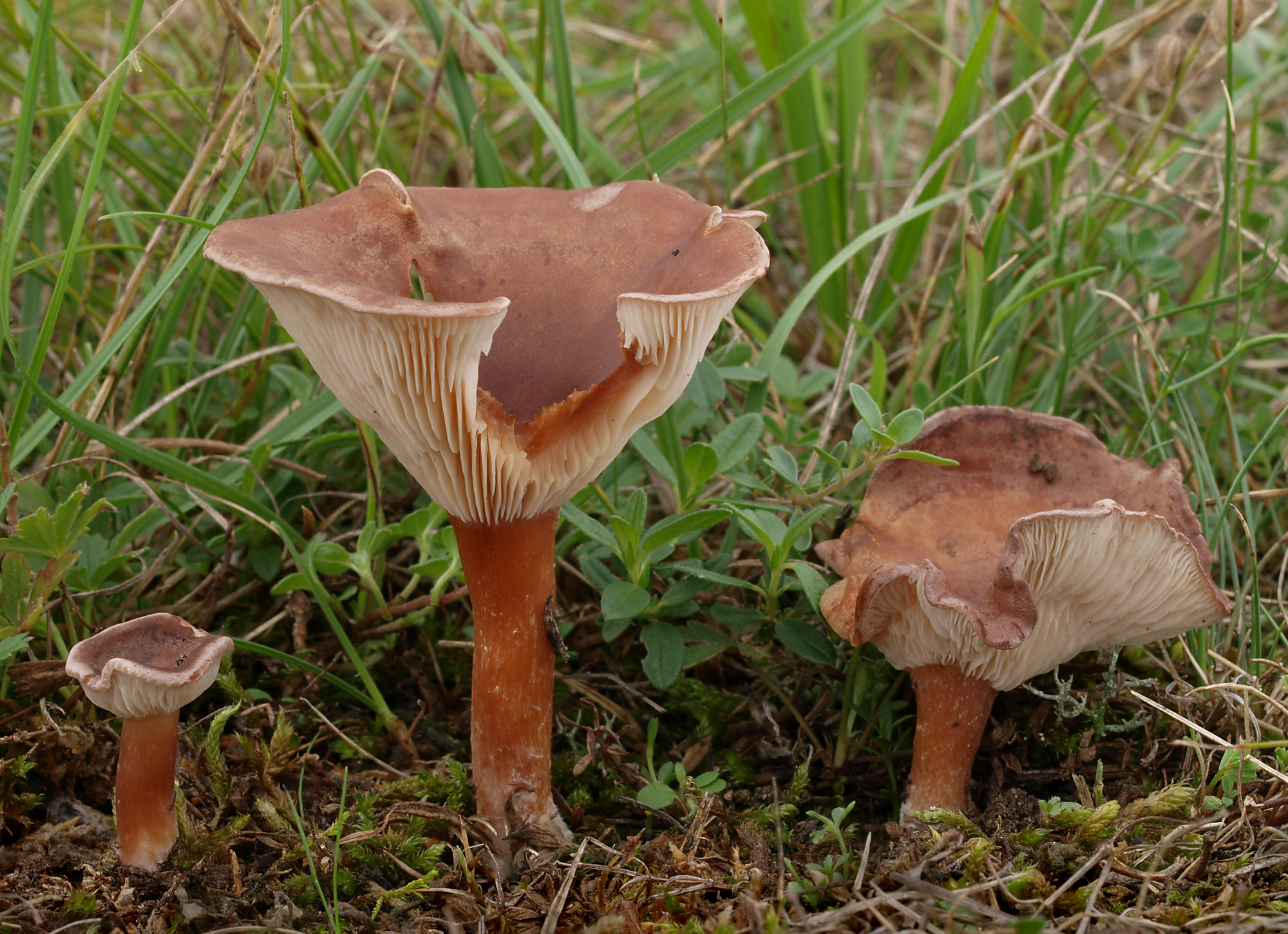
Clitocybe glareosa
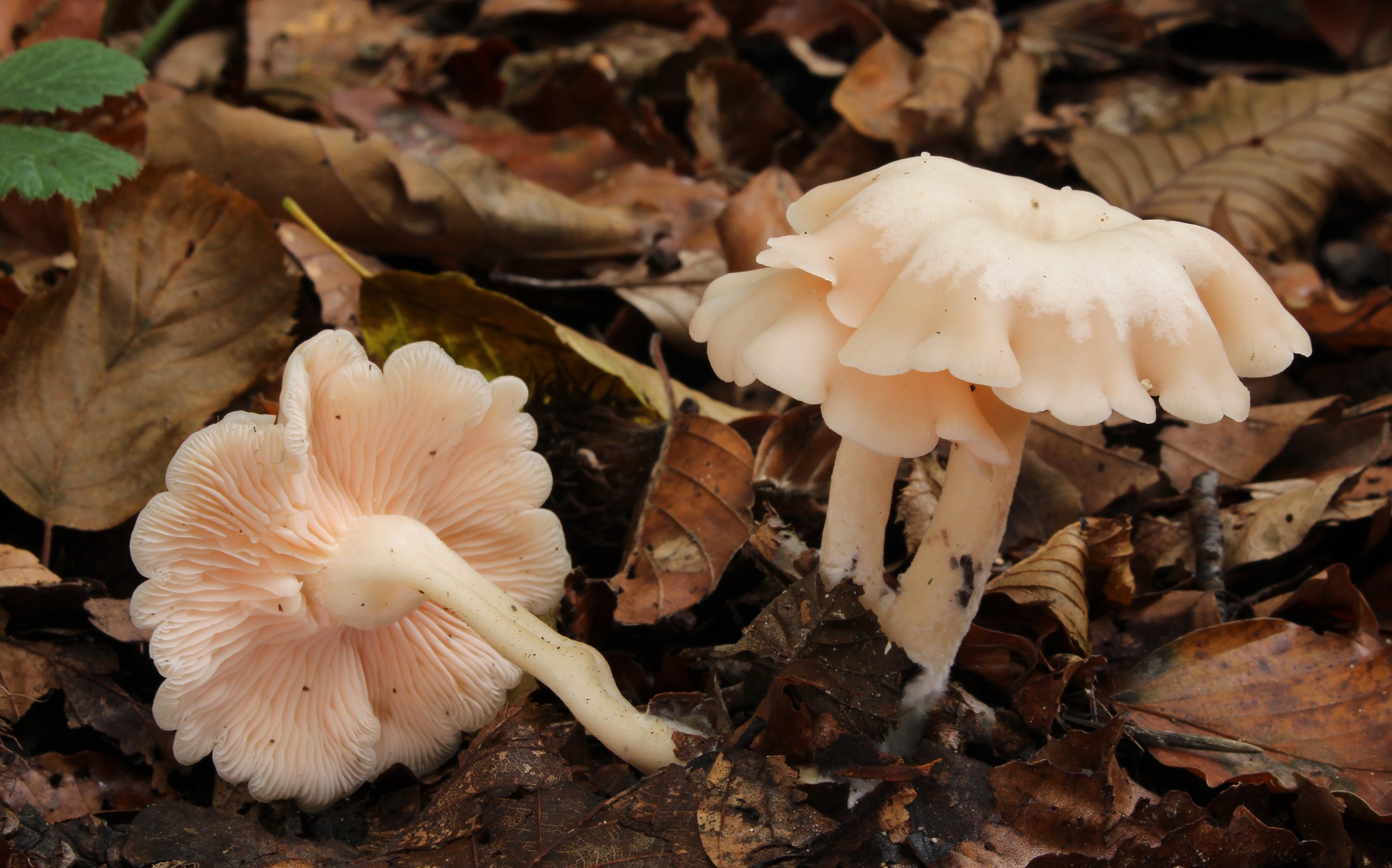
Clitocybe houghtonii
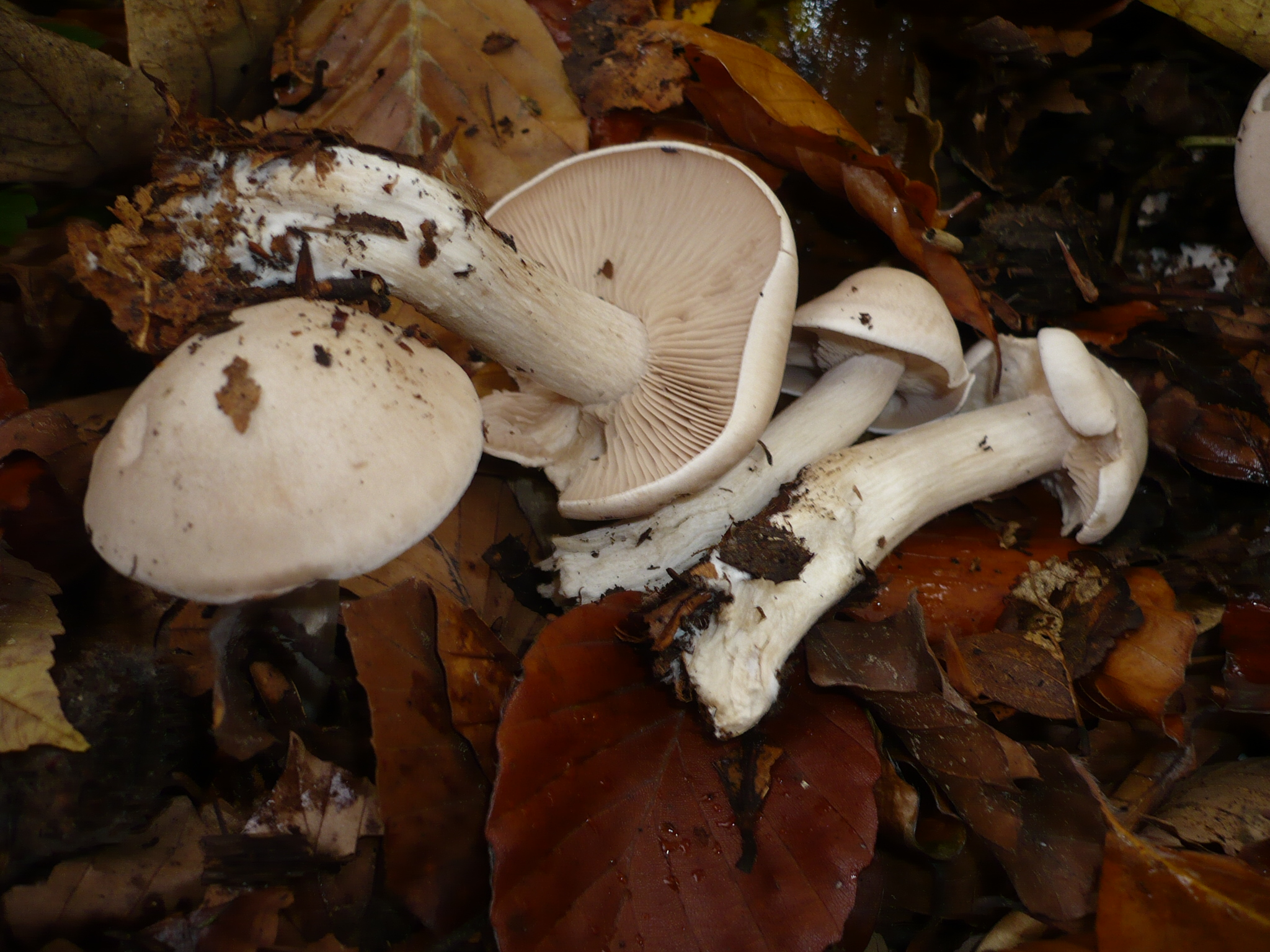
Clitocybe irina
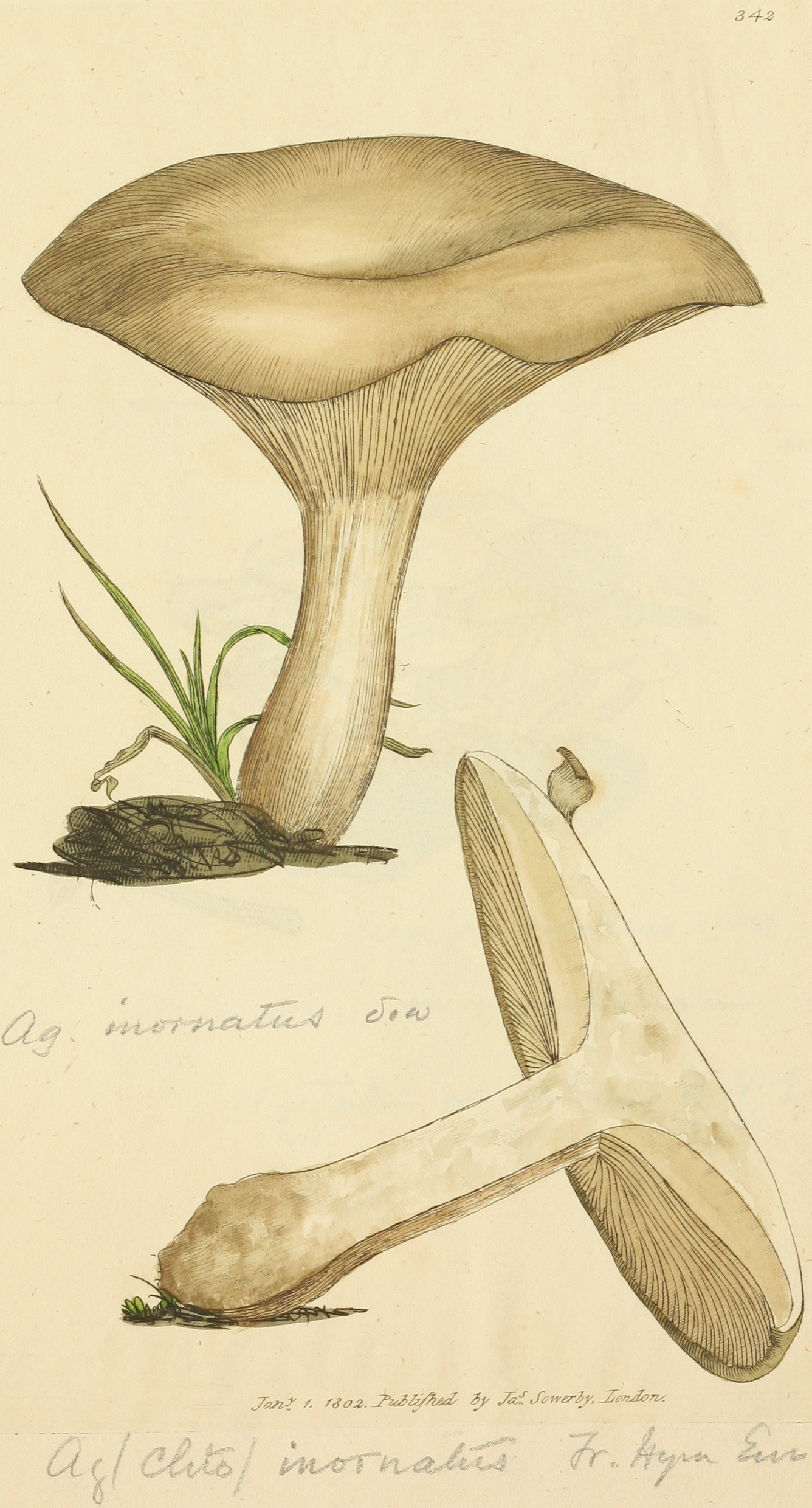
Clitocybe inornata
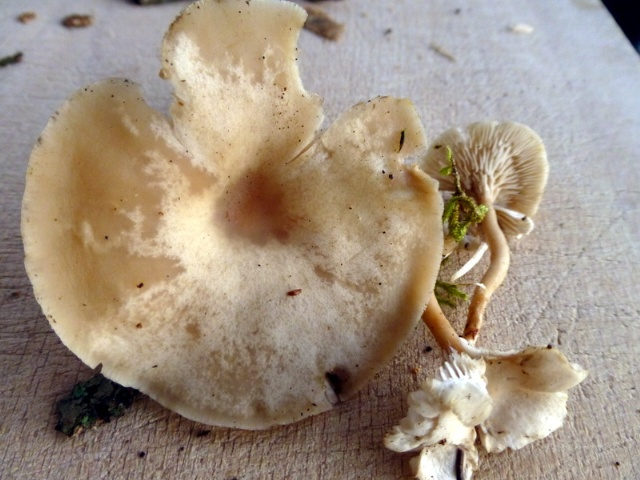
Clitocybe marginella
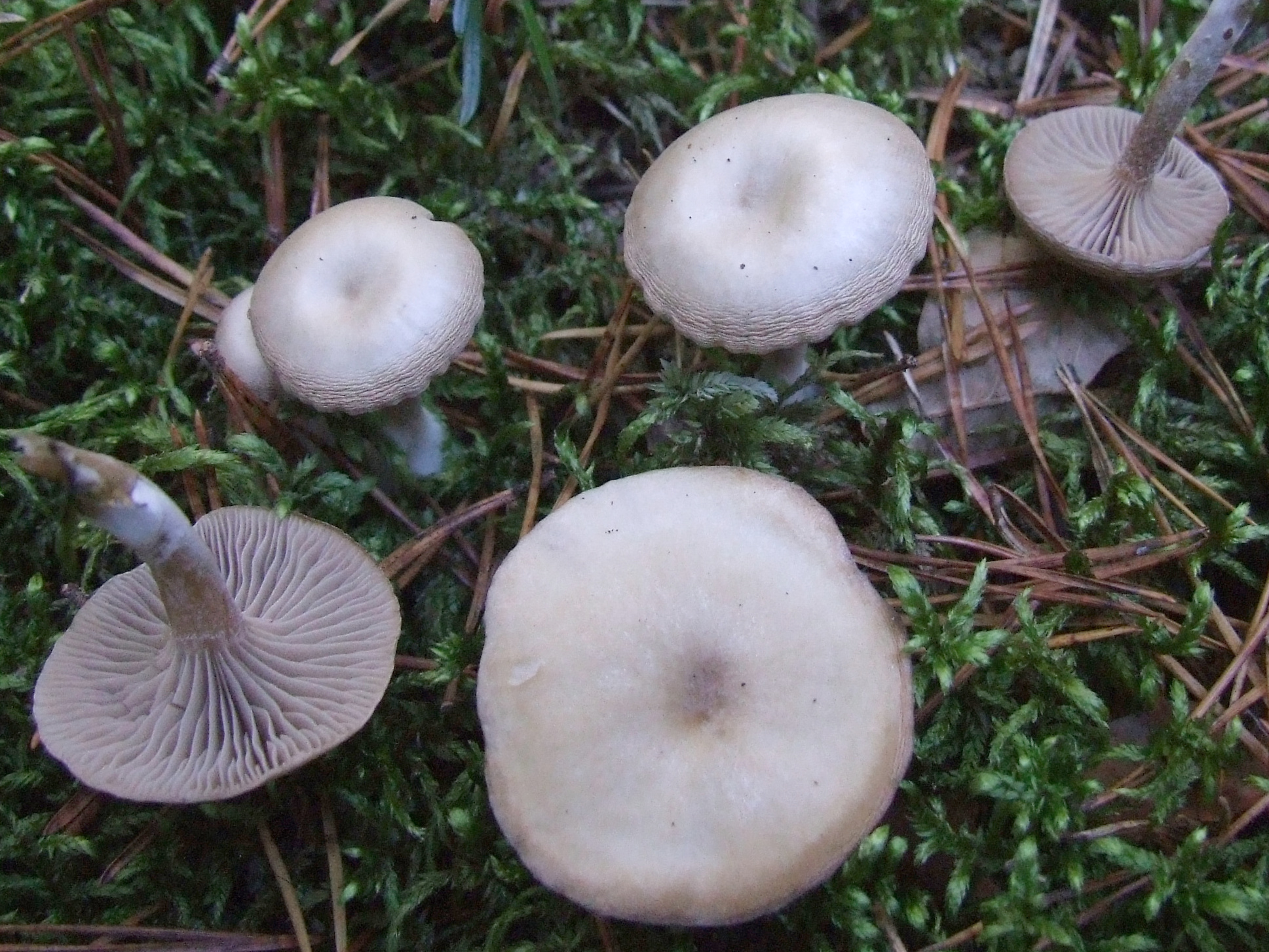
Clitocybe metachroa
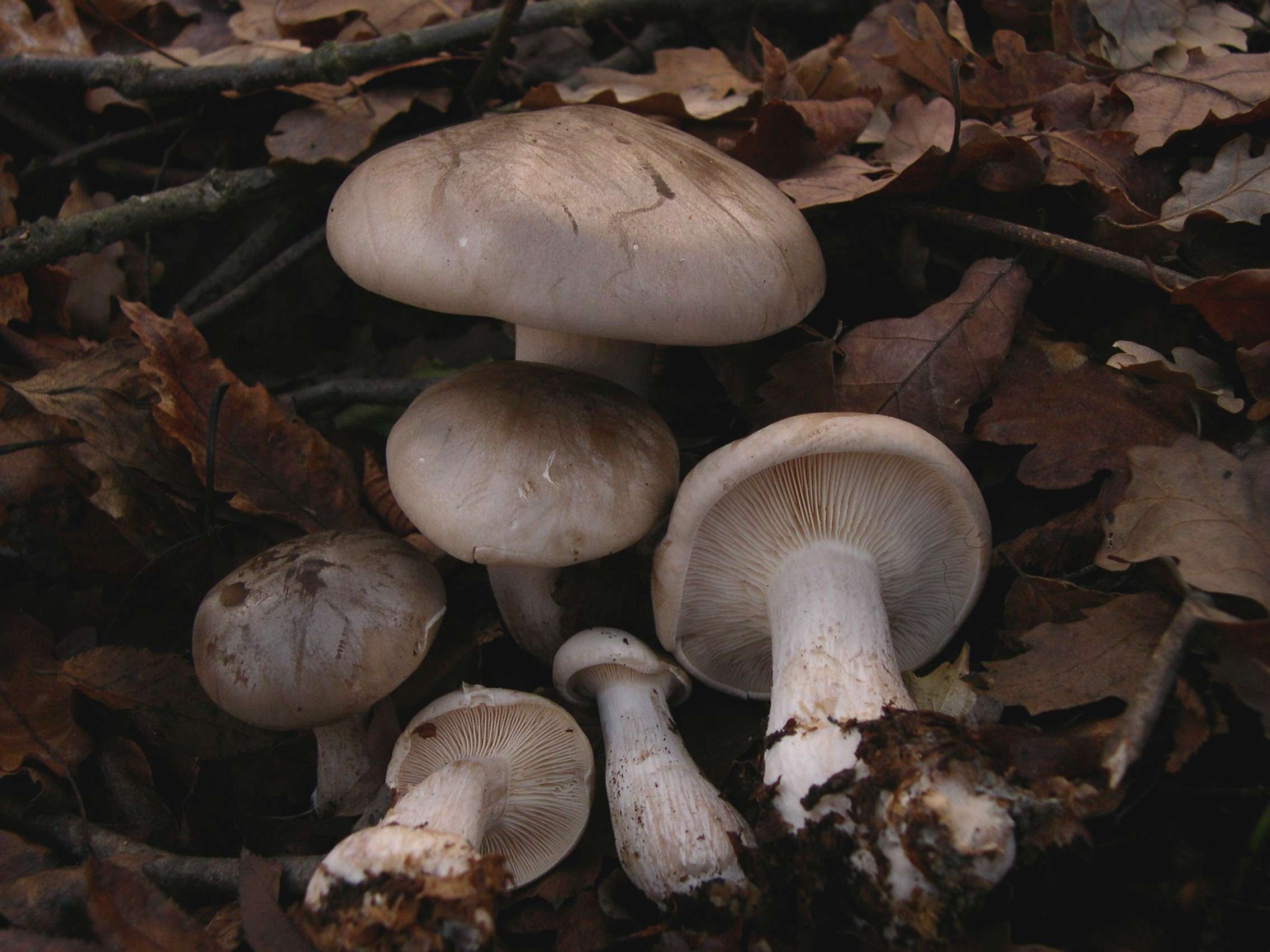
Clitocybe nebularis
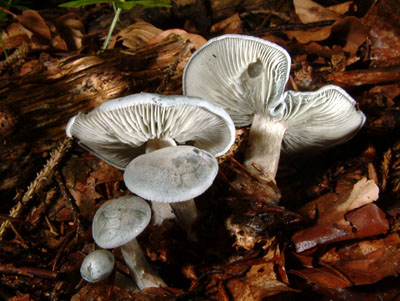
Clitocybe odora
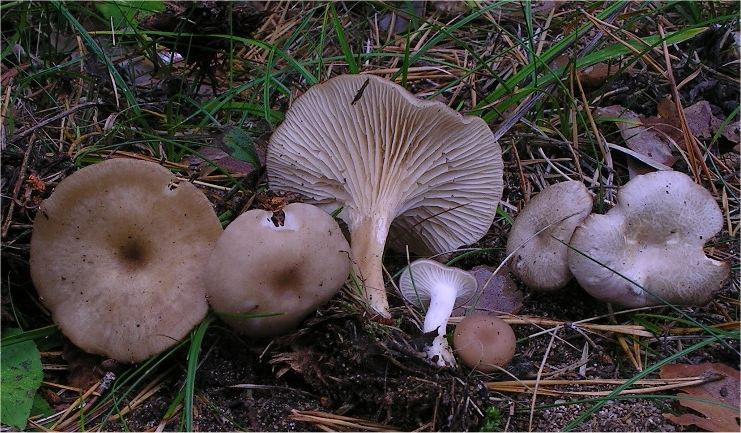
Clitocybe phaeophthalma
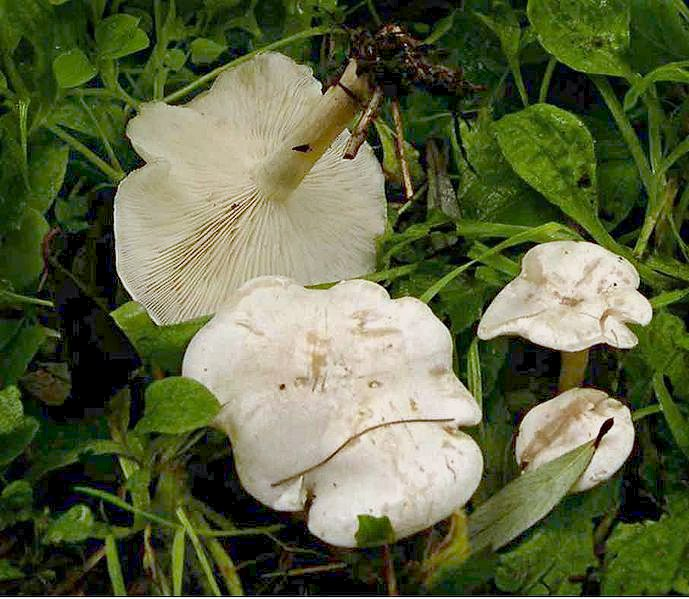
Clitocybe phyllophila
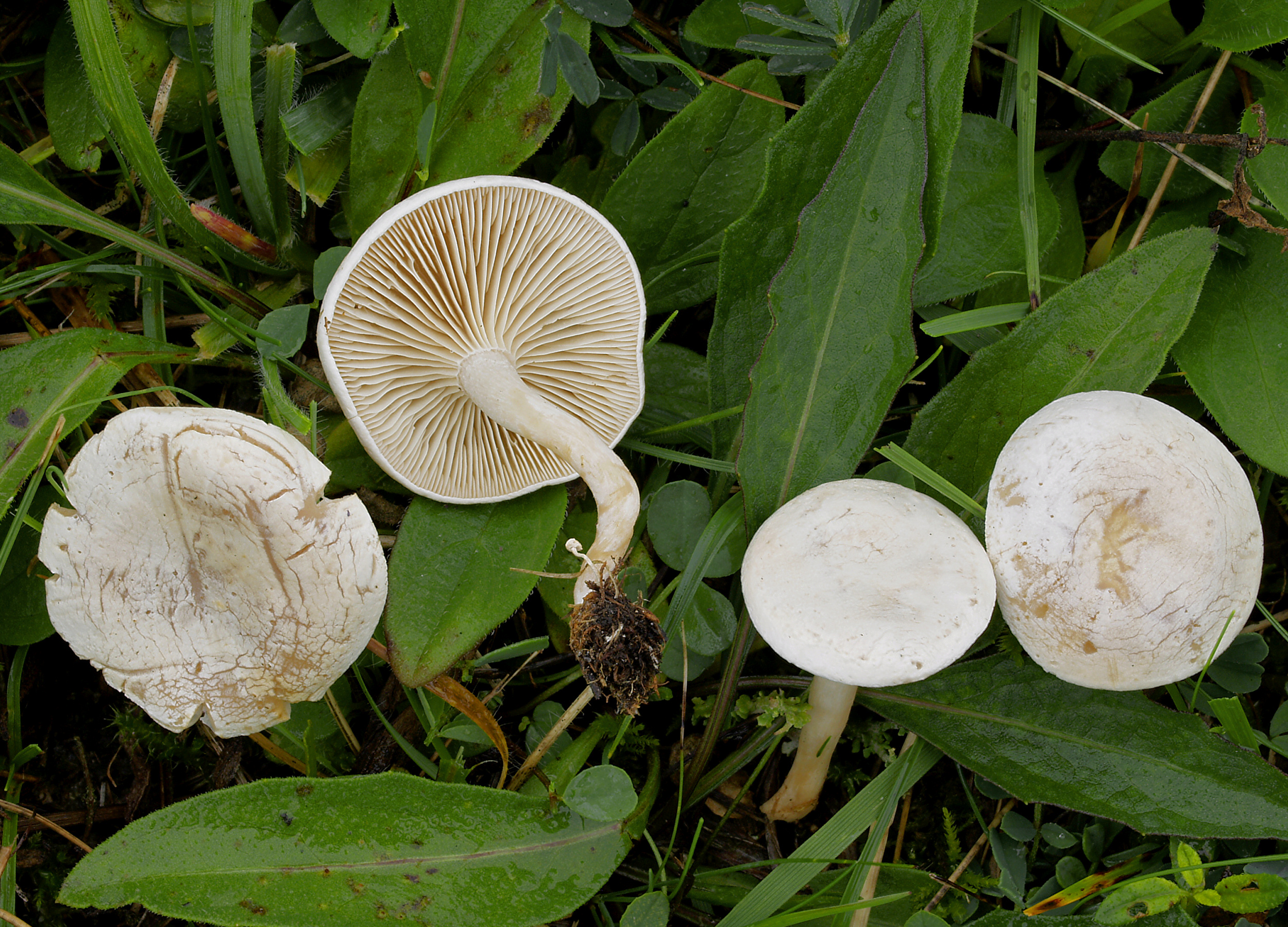
Clitocybe rivulosa
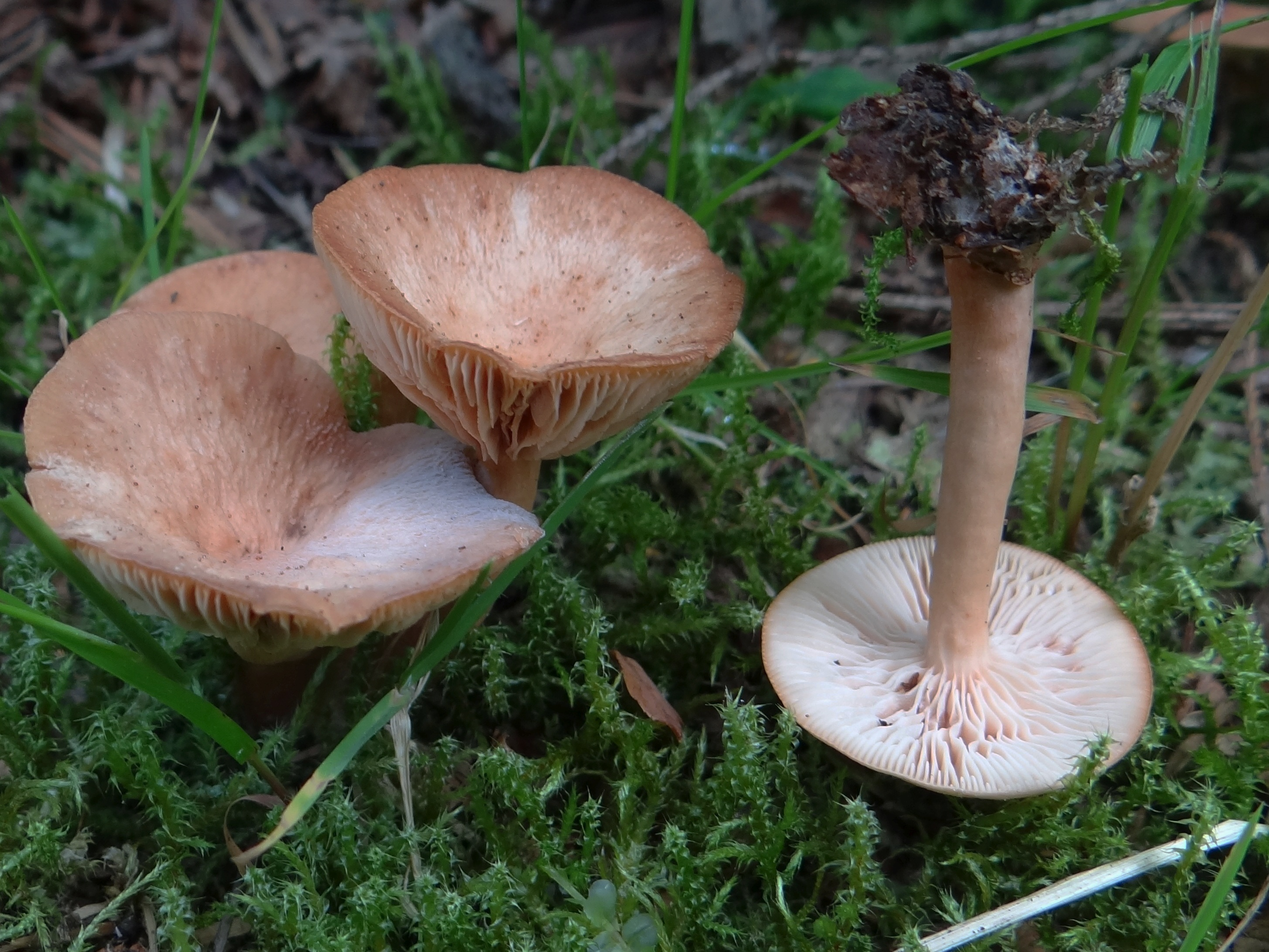
Clitocybe sinopicus
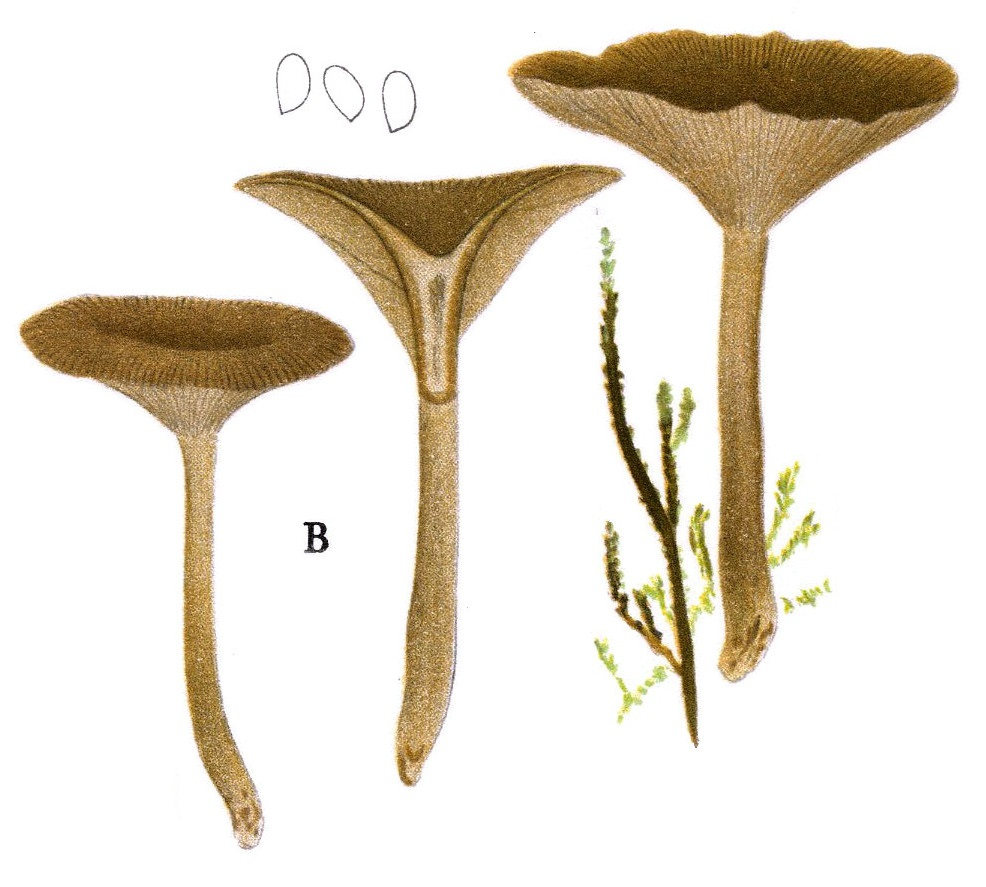
Clitocybe subcordispora
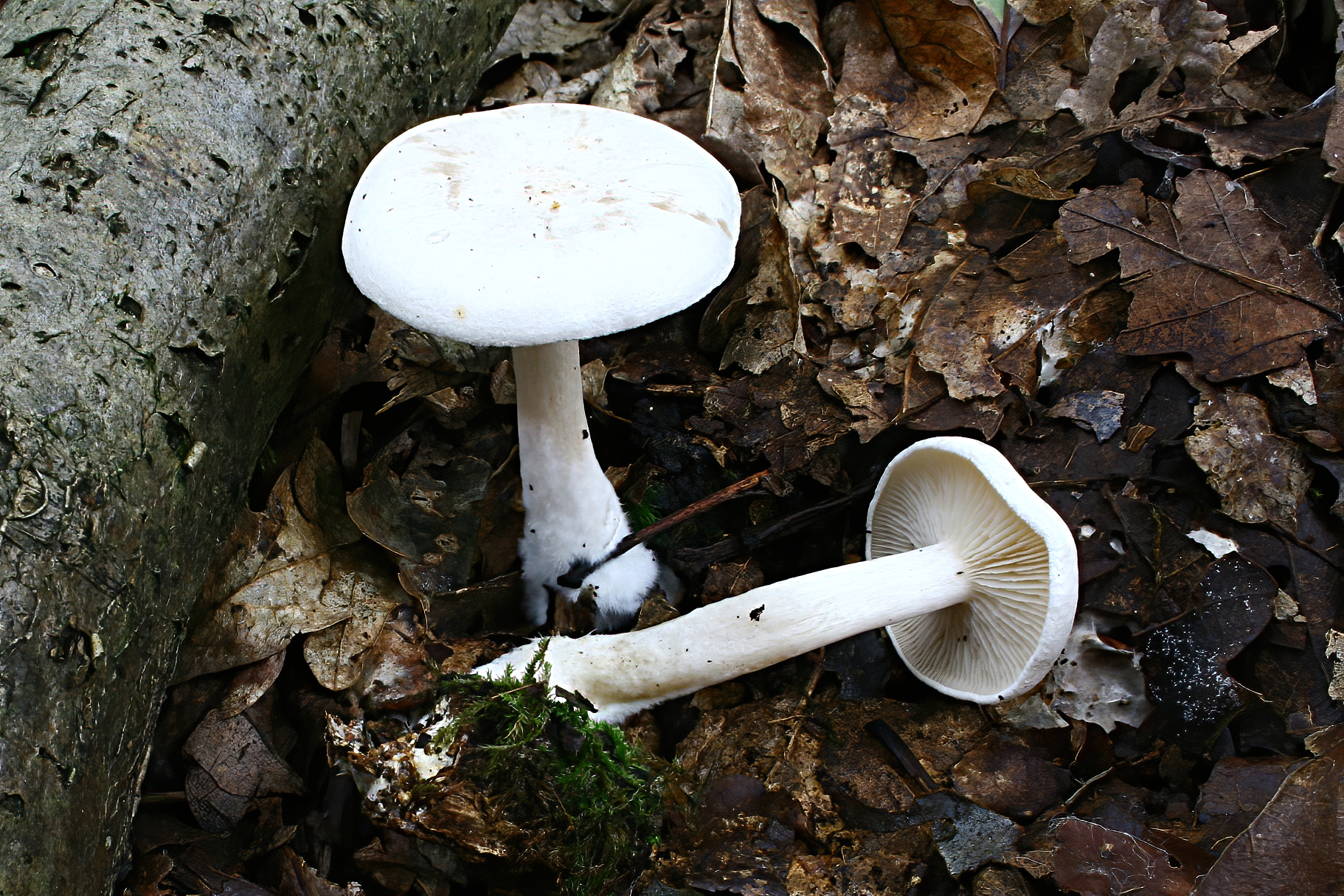
Clitocybe truncicola
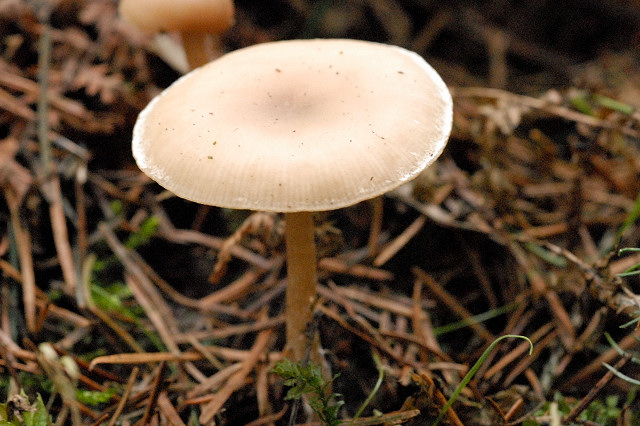
Clitocybe vibecina

## Soorten
In Europa zijn ongeveer 50 soorten bekend, waaronder:
| Nederlandse naam              | Wetenschappelijke naam                          |
| ----------------------------- | ----------------------------------------------- |
| Adonistrechterzwam            | Clitocybe houghtonii                            |
| Bleekrandtrechterzwam         | Clitocybe marginella                            |
| Bleekgrijze weidetrechterzwam | Clitocybe augeana                               |
| Bleke trechterzwam            | Clitocybe frysica                               |
| Bleke veldtrechterzwam        | Clitocybe agrestis                              |
| Brandplektrechterzwam         | Clitocybe sinopica -> Bonomyces sinopicus       |
| Bruinrode duintrechterzwam    | Clitocybe glareosa                              |
| Dikke trechterzwam            | Clitocybe alexandri                             |
| Donkere trechterzwam          | Clitocybe metachroides                          |
| Fijnschubbige trechterzwam    | Clitocybe squamulosa                            |
| Geribbelde trechterzwam       | Clitocybe costata                               |
| Gestreepte trechterzwam       | Clitocybe vibecina                              |
| Geurige schijnridderzwam      | Clitocybe irina -> Lepista irina                |
| Giftige weidetrechterzwam     | Clitocybe rivulosa                              |
| Grauwe trechterzwam           | Clitocybe trulliformis                          |
| Grote bostrechterzwam         | Clitocybe phyllophila                           |
| Grote trechterzwam            | Clitocybe geotropa -> Infundibulicybe geotropa  |
| Groene anijstrechterzwam      | Clitocybe odora                                 |
| Kleine bostrechterzwam        | Clitocybe candicans -> Leucocybe candicans      |
| Kleverig trechtertje          | Clitocybe barbularum                            |
| Knotsvoettrechterzwam         | Clitocybe clavipes                              |
| Krulzoomtrechterzwam          | Clitocybe inornata -> Atractosporocybe inornata |
| Melige trechterzwam           | Clitocybe lohjaensis                            |
| Mesttrechterzwam              | Clitocybe amarescens                            |
| Nevelzwam                     | Clitocybe nebularis                             |
| Slanke trechterzwam           | Clitocybe gibba                                 |
| Slanke anijstrechterzwam      | Clitocybe fragans                               |
| Spieringtrechterzwam          | Clitocybe phaeophthalma                         |
| Stinkende trechterzwam        | Clitocybe foetens                               |
| Stronktrechterzwam            | Clitocybe truncicola                            |
| Tweekleurige trechterzwam     | Clitocybe metachroa                             |
| Vaalroze trechterzwam         | Clitocybe diatreta                              |
| Vage trechterzwam             | Clitocybe subcordispora                         |
| Vliertrechterzwam             | Clitocybe subbulbipes                           |
| Witte anijstrechterzwam       | Clitocybe albofragrans                          |
| Witte bundelridderzwam        | Clitocybe connata                               |